# علی قربانوف
علی میرزاعلی اوغلو قربانوف (ترکی آذربایجانی: Əli Mirzəli oğlu Qurbanov; ۲۰ ژوئن ۱۸۹۸ – ۱۴ اکتبر ۱۹۶۲) بازیگر اهل اتحاد جماهیر شوروی (جمهوری آذربایجان کنونی) بود. از فیلم‌هایی که وی در آنها بازی کرده می‌توان به فیلم پسر میهن اشاره نمود.

## جوایز
وی برندهٔ جوایزی همچون نشان لنین، نشان پرچم سرخ کار، و نشان برجسته افتخار شده‌است.